# Chase CG-20
Die Chase CG-20 war das größte Segelflugzeug, das als Lastensegler jemals in den Vereinigten Staaten Ende der 1940er Jahre entwickelt wurde. Die Bezeichnung CG stand für Cargo Glider.

## Geschichte
Nach dem Ende des Zweiten Weltkriegs gaben die United States Army Air Forces (USAAF) den Auftrag zur Entwicklung von großen Lastenseglern zum Truppen- und Materialtransport an verschiedene Luftfahrtunternehmen. Die neuen Versionen sollten die kleineren, aus Holz gebauten Typen (zum Beispiel die Waco CG-4A), die im Zweiten Weltkrieg eingesetzt wurden, ersetzen. Die neuen Lastensegler sollten Ganzmetallflugzeuge sein.
Die USAAF schlossen mit der Chase Aircraft Company aus Trenton (New Jersey) einen Vertrag über ein Fünf-Jahres-Entwicklungsprogramm ab. Im August 1946 stellt der Konstrukteur von Chase, Michael Stroukoff, das Modell mit der Bezeichnung XCG-18A vor. Die XCG-18 konnte nicht die geforderte Nutzlast erreichen und Chase konstruierte danach das endgültige Modell mit der Bezeichnung XG-20.
Die 1948 gebaute XG-20 war nach der Gründung der USAF das größte Segelflugzeug, das jemals in den USA gebaut wurde und zugleich der letzte Lastensegler, der für das US-Militär gefertigt wurde. Der zweite Prototyp hatte seinen Erstflug im April 1950. Danach wurden auf der Eglin Air Force Base in Florida grundlegende Flugerprobungen durchgeführt.

## Beschreibung

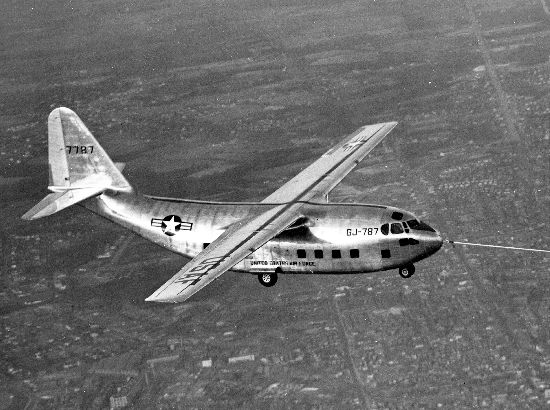
Chase XG-20 beim Flugzeugschlepp 1950

Die XG-20 ist ein Schulterdecker mit einziehbarem Dreibeinfahrwerk. Sie hatte eine Spannweite von rund 33 Metern und war mit einem Hilfstriebwerk für die Hydraulik ausgestattet, das Fahrwerk, Ruder und Klappen mit dem erforderlichen Druck versorgte. Der Bug der XG-20 wurde im Frontabschnitt verstärkt, um die Lastverteilung der Schleppverbindung zum Schleppflugzeug sicherzustellen und einen optimalen Schutz für die Piloten im Falle einer harten Landung zu gewährleisten. Eine innovative Konfiguration des hinteren Rumpfes mit integrierter hydraulischer Laderampe erlaubte die einfache heckseitige Verladung von Fahrzeugen und beschleunigte die Be- und Entladezeiten sowohl für Fracht- als auch für Truppenverladung.

## Weiterentwicklung

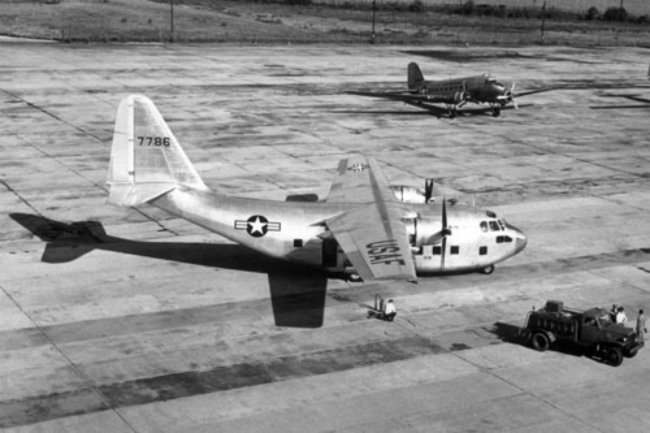
XC-123 Prototyp mit Sternmotoren

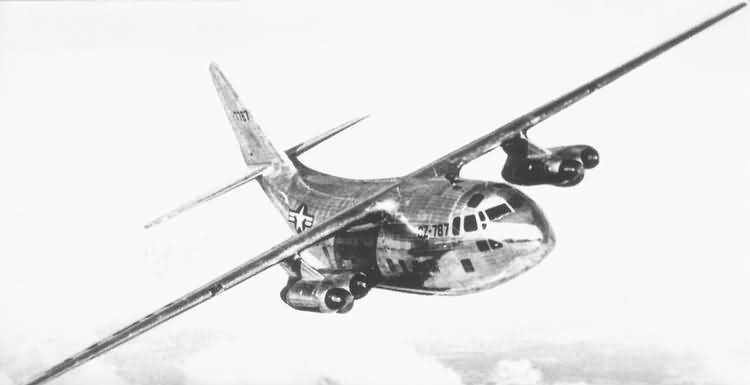
XC-123 A mit vier Triebwerken

Obwohl keine offensichtlichen Mängel bei dem Testprogramm auftraten, beendete die Air Force die Zusammenarbeit mit der Chase Aircraft Company vorzeitig und das XG-20-Projekt wurde abgebrochen.
Michael Stroukoff modifizierte den Lastensegler mit zwei Pratt & Whitney R-2800-23-Sternmotoren mit je 2.200 PS Leistung. Diese Version wurde als XC-123 bezeichnet. Die danach als XC-123A bezeichnete Version mit vier General Electric J47-GE-11-Strahltriebwerken in von der Boeing B-47 entliehenen Doppelgondeln unter den Tragflächen war das erste strahlgetriebene Frachtflugzeug der Vereinigten Staaten.
Die XC-123 wurde von 1954 bis 1970 als Fairchild C-123 „Provider“ in einer Serie von 307 Exemplaren gebaut. Sie stand ab 1955 im Dienst der amerikanischen Luftwaffe und später auch der amerikanischen Küstenwache.
Das zweimotorige Transportflugzeug wurde speziell für den Einsatz im Vietnamkrieg modifiziert.

## Technische Daten
- Besatzung: 3
- Länge: 23,50 m
- Spannweite: 33,53 m
- Höhe: 10,31 m
- Flügelfläche: 113,6 m²
- Flügelstreckung: 9,9
- Flächenprofil: NACA 23017
- Max. Startmasse: 31.750 kg, durch Fehlen eines geeigneten Schleppflugzeuges auf rund 18.000 kg begrenzt. Das Leergewicht ist nicht bekannt.